# Avelar
Avelar é uma vila portuguesa sede da Freguesia de Avelar do Município de Ansião, freguesia com 8,5 km² de área e 1929 habitantes (censo de 2021), tendo, assim, uma densidade populacional de 226,9 hab./km².
A povoação de Avelar foi elevada à categoria de vila em 1995.
Embora seja uma das mais pequenas freguesias, a sua sede, a vila do Avelar, é um dos grandes aglomerados urbanos do município, com grandes tradições no que respeita à indústria têxtil (atualmente em acelerado declínio).

## História
Avelar é referido pela primeira vez no ano de 1137, como Avellaal, num foral concedido a Penela por D. Afonso Henriques.
Foi vila entre 1514 e 1836. Durante a época moderna, era uma das «Cinco Villas» pertencentes à Comarca de Chão de Couce (juntamente com as vilas de Aguda, Maçãs de Dona Maria, Pousaflores e Chão de Couce respetivamente), tendo recebido foral a (12 de novembro de 1514). Era constituído apenas pela freguesia da sede (Chão de Couce), e tinha, em 1801, 478 habitantes. Perdeu o estatuto de 'vila' em 1836, recuperado-o só a 21 de junho de 1995.

## Património
- Pelourinho de Avelar, IIP desde 1933 [4]
- Igreja de Nossa Senhora da Guia
- Forno de Nossa Senhora da Guia
- Capela de Santo Amaro
- Capela de Santo António
- Capela de São Roque

O Pelourinho de Avelar e a Igreja de Nossa Senhora da Guia são dois bons exemplos do património arquitetónico local. A igreja, que esteve na base de uma das romarias mais concorridas da região centro do país, chegando a juntar cerca de 40 mil visitantes, no passado.
Graças às avultadas esmolas oferecidas pelo povo à imagem de Nossa Senhora da Guia, foi fundado nos finais do século XIX, o Hospital de Nossa Senhora da Guia, que ainda hoje se encontra em atividade, sendo um dos mais conceituados estabelecimentos de saúde do Interior Norte do Distrito de Leiria. É gerido hoje, por uma fundação com esse nome, administrado pelo Dr. Paiva de Carvalho (Penumologista).
No largo da Igreja, pode admirar-se o Forno, que terá origem medieval. Este forno, antigamente, estava ligado às Festas de Nossa Senhora da Guia. Nesses dias era aceso, havendo um senhor (o último foi Teodoro Nunes), que de geração para geração, entrava no Forno bem quente, levando nas mãos a farinha para cozer e fazer um bolo enorme, e na boca, para sua protecção, um cravo. Diz a lenda que, graças à proteção divina, saía ileso. O bolo era distribuído gratuitamente pela população, que guardavam o seu pedaço na mala da roupa de um ano para o outro com a finalidade de dar sorte.

## Demografia
Nota: Nos anos de 1864 a 1890 pertencia ao concelho de Figueiró dos Vinhos, tendo passado para o atual concelho por decreto de 7 de setembro de 1895.
A população registada nos censos foi:
| Distribuição da População por Grupos Etários | Distribuição da População por Grupos Etários | Distribuição da População por Grupos Etários | Distribuição da População por Grupos Etários | Distribuição da População por Grupos Etários |
| -------------------------------------------- | -------------------------------------------- | -------------------------------------------- | -------------------------------------------- | -------------------------------------------- |
| Ano                                          | 0-14 Anos                                    | 15-24 Anos                                   | 25-64 Anos                                   | > 65 Anos                                    |
| 2001                                         | 302                                          | 241                                          | 1156                                         | 390                                          |
| 2011                                         | 327                                          | 220                                          | 1104                                         | 518                                          |
| 2021                                         | 220                                          | 207                                          | 924                                          | 578                                          |

## Instituições

### Fundação Nossa Senhora da Guia
A Fundação Nossa Senhora da Guia congrega o Hospital, o Lar da 3.ª Idade, a Creche e o Centro de Dia.

### A.C.A.
O Atlético Clube Avelarense foi fundado no ano de 1936. As cores tradicionais são o amarelo e o azul. O a.C.A. foi um clube satélite do Sporting Clube de Portugal. É conhecido pelas suas camadas jovens, uma vez que são das melhores de Leiria. De facto, o clube teve 5 dos seus jogadores juniores atuais chamados à seleção portuguesa de sub-19. Os seniores do a.C.A. costumam estar na Liga de Honra ou nas Distritais Serie A. Os Veteranos do Atlético Clube Avelarense são mais conhecidos pelos "V.A.C.A.".

### ETP Sicó
A Escola Tecnológica Profissional de Sicó tem sede no Avelar e dois pólos em Alvaiázere e Penela. Foi fundada dia 3 de julho de 1991. A atividade desta escola focou-se nos cursos profissionais de nível secundário, até ao ano de 2006. A partir de 2006, a ETP Sicó passou a fazer parte do mercado de formação profissional. Os cursos profissionais permitem obter uma dupla certificação escolar e profissional.

### Sociedade Filarmónica Avelarense
A Filarmónica Avelarense foi fundada no ano de 1915.
A Banda participou no 1.º Encontro Nacional de Bandas Civis no ano de 1960.
Academia de Ténis de Avelar
No dia 19/09/2013, um grupo de avelarenses amantes do ténis (Pedro Costa, Fernando Fonseca, Pedro Silva, Paulo Rocha e Rui Guia), resolveu deitar mãos à obra, reunir esforços e constituir uma academia. A Academia de Ténis conta com 100 atletas inscritos na FPT, tendo sido considerada clube do ano ATLEI 2016.

## Festas
No primeiro domingo do mês de Setembro e nos dois dias anteriores ocorre, todos os anos, a Festa de Nossa Senhora da Guia. No primeiro dia de festividades ocorre a Procissão das Velas, onde alguns dos participantes vão descalços para cumprir promessas. A maioria das pessoas levam velas na mão. A Sociedade Filarmónica Avelarense tem vindo a animar as noites festivas das romarias de Nossa Senhora da Guia.

## Atividades económicas
O Avelar é conhecido atualmente, pela indústria de transformação de argilas "Leca Portugal".
A construção civil e o comércio, são outras das atividades locais, com alguma dinâmica.
Muitas das fábricas têxteis aí existentes faliram, quer por inaptidão em operar em mercados internacionais competitivos, quer por reduzidas competências em 'manegment' por parte dos seus administradores.
Este setor (têxtil) conheceu o seu apogeu, particularmente no período do Estado Novo, aquando dos 'mercados regulados'. A partir do final do século passado, início deste, com a segunda geração aos comandos, acelerou-se o declínio, devido à deficiente preparação dessa geração (Fareleiros, Finos, Pais, etc...), que, não dominando os fatores críticos de sucesso desse negócio - têxtil - e, à sua reduzida mundividência, conduziram o que poderia ser um motor de desenvolvimento regional, num degredo empresarial, sem vida nem pujança, ao ponto de alguns membros da terceira geração desses industriais, serem hoje, meros funcionários administrativos, do que resta, da outrora pujante indústria têxtil do Avelar.